# Божићева кућа у Београду
Божићева кућа се налази у Београду, улица Господар Јевремова 19. Као пример грађевине прелазног типа у београдској архитектури убраја се у непокретна културна добра као споменике културе од великог значаја.

## Милоје Г. Божић
Милоје Г. Божић је родом из села Чумић код Крагујевца, потоњи трговац у Београду. Због неслагања са кнезом Милошем Обреновићем, помагао је долазак династије Карађорђевић 1841. године, Божић и његова жена овековечени су на слици Јована Поповића, у техници уље на платну.

## Историјат и изглед
Саграђена је 1836. за београдског трговца Милоја Г. Божића, у тада главној улици у Београду, после Царског хатишерифа 1830. године.
Кућа је приземна, надзидана над подрумом раније срушене турске зграде и у њу се улазило са улице. Са уличне стране је главни улаз са малим истуреним тремом са два полукружна стуба и засведеним пролазом. Пространо предворје наставља се у унутрашњи хол и диванхану, просторију која је истурена према дворишту, која је за служила за седење и дружење, преостала из архитектуре османлијских кућа. Лево и десно од овог простора се налазе по три просторије. Током 19. века кућа је искључиво служила је као стамбени простор.

## Кућа данас
Кућа је до 1920. године била у власништву Ристе Хаџи Поповића, да би после служила као сликарски атеље до 1951. године када се у њу усељава Музеј позоришне уметности. Данас двориште, Божићева кућа дели са Музејом Вука и Доситеја који се налазе у старијој турској кући из 18. века.